# Simeon Petrus van Heemstra

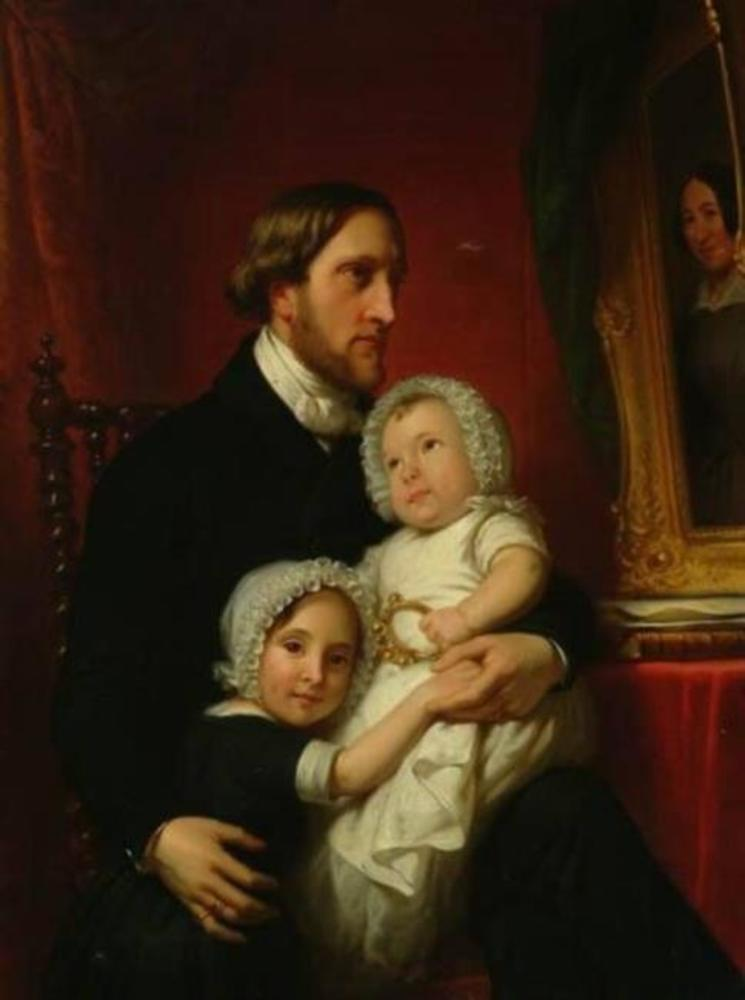
Portret van Simeon Petrus baron van Heemstra (1815-1896) met zijn dochters Anna Elisabeth (1847-1888) en Sophia Adriana Johanna (1848-1875)

Simeon Petrus baron van Heemstra (Veenklooster (Fogelsangh State), 6 oktober 1815 - Arnhem, 12 juli 1896) was advocaat en raadslid van Baarn.

## Familie
Hij was de zoon van Willem Hendrik van Heemstra en Johanna Balthazarina van Idsinga. Zijn broer Schelto van Heemstra was een van de negen mannen die in 1844 met Thorbecke een voorstel tot grondwetsherziening had gedaan. Simon Petrus van Heemstra was getrouwd met jkvr. Sophia Adriana Johanna Fabricius, lid van de familie Fabricius. Ze kregen drie kinderen, Sophia Adriana (1848-1874), Anna Elisabeth (1847-1888) en Johan Willem van Heemstra die slechts twee weken oud werd.

## Baarn
Hij werd per 31 mei 1843 advocaat aan het Hof van Friesland. Een jaar later verhuisde hij naar Amsterdam waar hij ook advocaat was. In 1864 erfde zijn vrouw het kasteel Groeneveld (Baarn) van haar grootvader Joan Huydecoper van Maarseveen. 
In 1849 kocht hij de oude villa Rusthoek in Baarn en breidde dit met twee vleugels uit. Bovendien liet hij het nog bestaande koetshuis bouwen, waarvoor zijn oudste dochter Anna Elisabeth op 6 oktober 1852 de eerste steen legde. Van Heemstra was hoofdingeland van het waterschap Eemnes.
In 1873 trouwde zijn jongste dochter Sophia met Louis Renier baron Taets van Amerongen. Het jonge paar kwam op Groeneveld wonen en Van Heemstra vertrok naar Villa Nova aan de Eemnesserweg.
Toen de Eemnesserweg bestraat werd, nam Van Heemstra de Groeneveldselaan (in het verlengde van de Eemnesserweg) voor zijn rekening. De laan met vier rijen eeuwenoude beuken kreeg de naam Van Heemstralaan toen de baron de laan in 1882 afstond aan de gemeente.
Van Heemstra stierf op tachtigjarige leeftijd en werd 16 juli 1896 begraven op de Oude algemene begraafplaats in Baarn.